# Marcellin Boule
Marcellin Boule (1. ledna 1861 – 4. července 1942) byl francouzský paleoantropolog a paleontolog. Proslavil se například prvním podrobným popisem kosterních pozůstatků neandrtálce z jeskyně La Chapelle-aux-Saints. Neandertálského muže popsal jako shrbenou postavu gorilího vzezření a tento nesprávný názor na podobu neandrtálců pak přetrval další století. Již roku 1915 Boule prohlásil, že Piltdownský člověk je možná ve skutečnosti podvrhem (čelist patří spíše lidoopu než člověku), což se ale potvrdilo až téměř o čtyři desetiletí později. Dále Boule jako první rozeznal, že eolity (přírodní zaoblené valouny pazourku) nejsou dílem pravěkého člověka.

## Válečná propaganda
Boule také přispěl ke kompendiu Les Allemands et la Science, které bylo reakcí na tzv. Manifest 93 německých osobností z roku 1914, podporujících agresivně vedenou německou válku (v průběhu první světové války). Francouz se vyjádřil v tom smyslu, že zbytnělá německá válečná mašinérie připomíná evoluční osud obřích dinosaurů a dalších pravěkých zvířat, a je tak rovněž odsouzena k zániku (resp. porážce spojeneckými vojsky).